# Provinciale Utrechtse Elektriciteits Maatschappij
De Provinciale Utrechtse Elektriciteits Maatschappij, beter bekend onder de afkorting PUEM, is een voormalig energiebedrijf en kabeltelevisie-aanbieder in de Nederlandse provincie Utrecht.
PUEM werd opgericht op 7 oktober 1916 en ging in 1992 samen met het Gemeentelijk Energie Bedrijf Utrecht (GEB), NV Regionaal Nutsbedrijf Eemland en STAMIN (Stadsverwarmingsbedrijf Midden-Nederland) op in de Regionale Energie Maatschappij Utrecht (REMU).
In de provincie Utrecht herinneren verschillende transformatorhuisjes nog aan het bestaan van dit energiebedrijf. Uiteindelijk ging de REMU door middel van fusies op in ENECO Energie en ging de kabeltelevisie over naar Casema, dat later overging in Ziggo. In 2017 werd het onderhoud van het stroomnetwerk door Stedin uitgevoerd, waarbij Eneco alleen nog administratief stroom leverde.
Hedendaags:
Douwe Egberts ·
HUBO ·
Koninklijke Jongeneel ·
Mediq ·
UMS Pastoe ·
Rabobank ·
Stork ·
Strukton ·
Vitens ·
WE

Niet meer bestaand:
Charles Vögele ·
De Korenschoof ·
De Landbouw ·
Demka ·
ElectroRail ·
GVU ·
Batterijenfabriek Herberhold ·
Hooghiemstra ·
Gemeentelijke Gasfabriek ·
Jan Jongerius N.V. ·
N.V. L B Kagenaar ·
Lood- en Zinkpletterij Hamburger ·
Lubro ·
Machinefabriek Jaffa ·
Nieaf ·
Olland · 
Pannevis · 
PEGUS ·
N.V. Philips Lasstavenfabriek ·
PUEM ·
Systeem Coq ·
Van Boekhoven - Bosch ·
Werkspoor